# The Imp Abroad
The Imp Abroad è un cortometraggio muto del 1914 diretto da Harry Revier, anche produttore del film insieme a Louis Burns.

## Produzione
Il film - un cortometraggio in due bobine - fu prodotto dalla Victor Film Company

## Distribuzione
Distribuito dall'Universal Film Manufacturing Company, il film - un cortometraggio in due bobine - uscì nelle sale cinematografiche degli Stati Uniti il 12 gennaio 1914.